# Ruta Estatal de Arizona 277
La Ruta Estatal de Arizona 277, y abreviada SR 277 (en inglés: Arizona State Route 277) es una carretera estatal estadounidense ubicada en el estado de Arizona. La carretera inicia en el oeste desde la SR 260     en Heber hacia el este en la SR 77     en Snowflake. La carretera tiene una longitud de 49,3 km (30.66 mi).

## Mantenimiento
Al igual que las autopistas interestatales, y las rutas federales y el resto de carreteras estatales, la Ruta Estatal de Arizona 277 es administrada y mantenida por el Departamento de Transporte de Arizona por sus siglas en inglés ADOT.

## Cruces
La Ruta Estatal de Arizona 277 es atravesada principalmente por la  SR 377 .